# دامبروفکا (شهرستان وومین)
دامبروفکا (لهستانی: Dąbrówka؛ ‏[dɔmˈbrufka]) یک روستا در لهستان است که در گمینا دامبروفکا واقع شده‌است. دامبروفکا ۵۳۵ نفر جمعیت دارد.